# 10160 Totoro
10160 Totoro è un asteroide della fascia principale. Fu scoperto il 31 dicembre 1994 dall'astronomo giapponese Takao Kobayashi che gli diede il nome dell'omonimo personaggio del film di animazione Il mio vicino Totoro, di Hayao Miyazaki (1988).
L'asteroide presenta un'orbita caratterizzata da un semiasse maggiore pari a 2,3999768 UA e da un'eccentricità di 0,1328170, inclinata di 6,87493° rispetto all'eclittica.